# アン・ミュージック・スクール
アン・ミュージック・スクールは、東京都渋谷区にかつて存在していたポピュラー系音楽学校。1967年（昭和42年）設立。2019年（令和元年）12月31日に閉校。

## 概要
前期後期の2期制。個人のスケジュールに合わせて授業が組まれるので、自分の都合やペースで通学できる。
単位制は無く、2年通う事で卒業証書を出している。卒業時に修学継続の意志がある場合は、研究生となり期限無く延長が出来る。

## 特徴
バークリー音楽大学の教育指針に共感したジャズ・ピアニストの佐藤允彦によってプロの再教育機関として設立された歴史を持つが、現在では初心者が気軽に音楽を始められる学校として知られている。開学当初から入試オーディションは実施されてなかった。
個々人に合わせた授業プログラムを組み、マンツーマンを中心とした教育を行っている。
学生の年齢幅が広く、社会人や専業主婦も多く通っている。
そのため、年齢層は音楽専門学校と比較すると高くなっている。

## 備考
三重県にもアン・ミュージック・スクールと称する同名の音楽教室があるが、両校に関連性は無いので注意を要する。
かつて六本木の防衛庁斜め前のビルに教室があり、そのビルには有名な団体の本部が同居していた。
その頃には学校名は「アン・スクール・オブ・コンテンポラリー・ミュージック」と名乗っていた。京都校と札幌校もあり、東京校の講師も教えに通っていた。

## 学科
- ヴォーカル科
- ギター科
- ピアノ科
- キーボード科
- ベース科
- ドラムス科
- 作・編曲科
- サックス・フルート科

## 卒業生
- 石井雅子
- いしだ壱成
- 井上ゆかり
- 和泉宏隆
- 今堀恒雄
- 岩田元（デューク・エイセス）
- 納浩一
- 小高光太郎
- 梶原順
- 河原真
- 北島健二
- 後藤次利
- 小林武史
- 駒村多恵
- 鷺巣詩郎
- 露崎春女
- 斉藤昌人（S.S.T.BAND）
- ササひろ
- 柴田敏弥（元PONTA BOX）
- 清水信之
- saltie
- TAKUYA
- 高田みち子
- 谷川賢作
- Tama
- バイソン片山
- 羽毛田丈史
- 橋本一子
- 長谷川浩二
- 長谷部徹
- 東原力哉
- 前口渉
- mabanua
- 村松健
- 結城雅彦
- YUCCO（元中ノ森BAND）
- 和田唱（TRICERATOPS）
- 渡辺香津美
- 矢嶋マキ
- 吉良知彦
- 松田克志